# Sandsjön (Odensvi socken, Småland)
Sandsjön är en sjö i Västerviks kommun i Småland och ingår i Storån-Botorpsströmmens kustområde. Sjön har en area på 0,66 kvadratkilometer och ligger 81,2 meter över havet.

## Delavrinningsområde
Sandsjön ingår i det delavrinningsområde (642161-152637) som SMHI kallar för Utloppet av Sandsjön. Medelhöjden är 97 meter över havet och ytan är 4,06 kvadratkilometer. Det finns inga avrinningsområden uppströms utan avrinningsområdet är högsta punkten. Vattendraget som avvattnar avrinningsområdet har biflödesordning 2, vilket innebär att vattnet flödar genom totalt 2 vattendrag innan det når havet efter 15 kilometer. Avrinningsområdet består mestadels av skog (71 procent). Avrinningsområdet har 0,66 kvadratkilometer vattenytor vilket ger det en sjöprocent på 16,1 procent.